# Phantasmagoria
Phantasmagoria var ett visual kei-band som bildades av Kisaki november 2004 i Osaka.
Den 5 april 2007 upplöstes bandet på grund av att Kisaki pensionerades från scen och resten av bandet inte ville ersätta honom. Men de släppte ett nytt album med "ominspelade" låtar och sålde också en ny singel på konserterna, med en alldeles ny låt, Vanish.
Kisaki äger fortfarande skivbolaget "UNDERCODE".
Riku har nu ett nytt band kallat Chariots där han sjunger.
Jun har också sitt eget band kallat Attic där han sjunger och spelar gitarr.
Nu är Kisaki dock aktiv igen, med Kisaki Project.

## Medlemmar
Nuvarande medlemmar
- Riku – sång, keyboard
- Jun – sologitarr, bakgrundssång
- Iori – rytmgitarr, bakgrundssång
- Kisaki – basgitarr, keyboard, synthesizer
- Matoi – trummor, percussion

Tidigare medlemmar
- Mao – sång
- Shion – trummor, percussion

## Diskografi (urval)
Album
- Splendor of Sanctuary (2005)
- Synthesis Songs (2006)
- Sign of Fragment (2006)
- Subjective or Ideal (2006)
- Requiem: Floral Edition (2007)
- Requiem: Funeral Edition (2007)
- No Imagination (2007)
- Dejavu: Sanctuary Of Revival (2008)
- Seeds of Brain (2010)
- Actuality (2010)
- Wailing Wall (2011)